# Правен дял
Правните дялове са най-големите съвкупности от правни норми, които съществуват в рамките на нормативното битие на правото.
Правните дялове са мегаделение на позитивното право, което се дели правни отрасли и на правни институти, както и на по-дребните подотрасли, подинститути, клонове на правото и други раздробявания на структурата на правото на ниво микроделение.

## Континентална правна система
Правните дялове според традициите на континенталното правно семейство са общо шест на брой, разделени на три кореспондиращи си двойки:
- материално право и
- процесуално право,

като втората двойка е
- частно право и
- публично право,

а третата двойка е
- вътрешно (националано) право (виж законодателство на България) и
- международно право, което от своя страна се поделя на международно публично и международно частно право.

Позитивното право на континенталната система е писмено за разлика от противопоставимото му естествено такова. Субективното право тук се следва от обективното.
Наказателното право по причина на своята императивност (виж империум) и следващите я признаци изгражда специфичен самостоятелен правен отрасъл като клон при делението на правото - пеналистика (в противовес на изцяло гражданската цивилистика). Понастоящем наказателното право се числи като специфичен самостоятелен клон към публичното право (виж и международно наказателно право). В римското право върху което е фундирала континанталната система, наказателното право не е било причислявано изцяло към публичното право. Деянията, които накърнявали престъпно нечии интереси са били разделяни от римляните според това какъв характер са имали засегнатите интереси. По класическата римска формула на Улпиан, ако престъпно са нарушени частни интереси, санкциониращите ги норми са били от областта на частното право, и обратното, в случай, че престъпното деяние е представлявало обществена опасност, то се е санкционирало от норми на публичното право. По тази причина понятието престъпление в римското право се обозначава с две отделни термина:
1. crimina (криминални деяния или простъпки), които са били преследвани по обвинения от самата държава по пътя на публичното обвинение, чрез специални наказателни съдилища и
2. delictum (деликти), които са били преследвани от частни лица по реда на гражданския процес (днес престъпленията от частен характер по българското законодателство, като обида и клевата се преследват по реда на наказателния процес по тъжба на пострадалия).

Постепенно в историята на правото всички престъпни деяния започнали да се преследват от държавата, понеже се утвърдило мнението, че всички престъпления засягат обществени интереси и държавата следва да поеме функцията и отговорността за тяхното санкциониране. Наказателното право е публично-правен отрасъл в повечето страни от континенталното правно семейство, включително и в България. Съществува обаче и сериозни критика по отношение на възприетото убеждение, че наказателното право защитава изцяло и единствено само публичния интерес, защото неясното дефиниране на понятието публичен интерес може да придаде порочен характер на наказателно-правните санкции (поради съществувалите през определени исторически етапи авторитарни и тоталитарни държави и модели на управление в страните възприели континенталната правна система, които провеждали наказателните офанзиви „в името на обществения интерес“).
Много е спорен и легитимния статут по силата на международното публично право на т.нар. международни трибунали като този в Хага за преследване на военнопрестъпници и налагането им на наказателна санкция и репресия за престъпления срещу човечеството. Обикновено тези трибунали се създават, за да защитят всеобщия обществен интерес под натиска на т.нар. обществено мнение. Въпросът е, а дали общественото мнение винаги е верният критерий и мерило за етичните категории добро и зло, справедливо и несправедливо? По този начин, според критиците на подобни международни трибунали, принципите, стойността и ценностите на правото се поставят на субективна нога и могат да девалвират, поставени в зависимост от критерия обществено мнение, което е преходно, мимолетно, а твърде често и манипулирано от т.нар. четвърта власт - масмедиите.

## Система на общото право
В семейството на общото право съгласно установената традиция правните дялове са четири:
- общо право и
- право на справедливостта,

както и
- вътрешно право и
- международно право.

## Система на религиозно-традиционното право
В семейството на религиозно-традиционното право традиционно се разграничават осем дяла:
- религиозно-обичайно право (виж религиозно право и обичайно право) и
- светско (държавно, позитивно) право,

също
- вътрешно право и
- международно право,

както и
- материално право и
- процесуално право,

като съществуват и
- частно право и
- публично право,

като последните шест дяла или три двойки поделяния при тази правна система на практика се отнасят само до светското (държавното, позитивното) право. От тази гледна точка при системата на религиозно-традиционното право, правен дял означава исторически обособена голяма съвкупност от правни норми в рамките на нормативното битие на правото, която се разграничава от другите дялове изключително по силата на традициите, целите, принципите и функциите си.